# 信州ダービー
信州ダービー（しんしゅうダービー）とは、松本山雅FC（ホームタウン：長野県松本市他）とAC長野パルセイロ（ホームタウン：長野県長野市他）が対戦する試合の呼称である。

## 概要
両チームの対戦は、2009年までは北信越フットボールリーグで開催されており、地域リーグの試合の中では異例の盛り上がりを見せていた。特に松本山雅FCが北信越1部に昇格した2006年以降は、両クラブともに日本プロサッカーリーグ（Jリーグ）加盟を目指していることも相まって盛り上がりに拍車がかかり、2007年には地域リーグの試合でありながら6,000人を超える観客動員を記録し、2011年の第13回日本フットボールリーグでのダービーでは観客動員1万人を突破した。
Jリーグ理事の傍士銑太は、Jリーグウェブサイトに寄稿したコラムの中で、長きにわたる松本市と長野市の地域間対立がこの盛り上がりに一役買っていることを紹介している。また、2009年の信州ダービーを題材としたドキュメンタリー映画｢クラシコ｣が撮影され、2010年に公開された。
その後両クラブともにJリーグ加盟を果たしたが、2012年から2021年までは両チームの所属カテゴリが一致しないため、公式戦での信州ダービーは2011年8月の第16回長野県サッカー選手権大会を最後に行われていなかった。ただし練習試合やプレシーズンマッチで両チームが顔を合わせることはある。また2012年12月16日には、両チームでキャプテンを務めた土橋宏由樹の引退試合が信州ダービーとしては初のOB戦として開催されている（結果は2-2の引き分け）。
2022年、両チームがJ3に所属した事で、5月15日にJリーグで初めて信州ダービーが開催された。
2025年3月15日に松本ホームで行われる予定だった試合は積雪のため延期となり、同年5月14日に日程を改めて開催されている。。

## ホームスタジアム
| チーム名         | スタジアム名                                         | 収容人員 | 画像                     |
| ---------------- | ---------------------------------------------------- | -------- | ------------------------ |
| 松本山雅FC       | 長野県松本平広域公園総合球技場 (サンプロ アルウィン) | 20,336人 | アルウィン               |
| AC長野パルセイロ | 南長野運動公園総合球技場 (長野Uスタジアム)           | 15,515人 | 南長野運動公園総合球技場 |

## 対戦成績

### リーグ戦
■松本山雅FC（2005年までは山雅サッカークラブ）：8勝9分7敗
■AC長野パルセイロ（2006年までは長野エルザサッカークラブ）：7勝9分8敗
| 年 | 開催日   | 試合概要  | 試合概要  | 会場     | ホーム | 得点  | アウェー | 入場者数 | 出典   |
| --- | -------- | --------- | --------- | -------- | ------ | ----- | -------- | -------- | ------ |
| 1997年 | -月-日   | 北信越    | -         | -        | 山雅C  | 3 - 1 | 長野E    | ---      | [ 7 ]  |
| 1998年 | -月-日   | 北信越    | -         | -        | 山雅C  | 3 - 2 | 長野E    | ---      | [ 7 ]  |
| 1999年 | -月-日   | 北信越    | -         | -        | 山雅C  | 0 - 8 | 長野E    | ---      | [ 7 ]  |
| 2000年は、山雅クラブが北信越、長野エルザが長野県リーグ所属のため開催なし。 |          |           |           |          |        |       |          |          |        |
| 2001年 | -月-日   | 北信越    | -         | -        | 山雅C  | 0 - 0 | 長野E    | ---      | [ 7 ]  |
| 2002年 | -月-日   | 北信越    | -         | -        | 山雅C  | 0 - 2 | 長野E    | ---      | [ 7 ]  |
| 2003年 | -月-日   | 北信越    | -         | -        | 山雅C  | 0 - 4 | 長野E    | ---      | [ 7 ]  |
| 2004年および2005年は、山雅Cが北信越2部、長野Eが北信越1部リーグ所属のため開催なし。 |          |           |           |          |        |       |          |          |        |
| 2006年 | 4月9日   | 北信越1部 | 第1節     | 南長野   | 長野E  | 0 - 2 | 松本     | 2,020    | [ 8 ]  |
| 2006年 | 7月2日   | 北信越1部 | 第11節    | 松本球   | 松本   | 2 - 1 | 長野E    | 1,874    | [ 9 ]  |
| 2007年 | 4月29日  | 北信越1部 | 第4節     | 松本球   | 松本   | 0 - 1 | 長野     | 6,399    | [ 10 ] |
| 2007年 | 7月1日   | 北信越1部 | 第12節    | 南長野   | 長野   | 0 - 3 | 松本     | 3,138    | [ 11 ] |
| 2008年 | 6月8日   | 北信越1部 | 第7節     | 松本球   | 松本   | 0 - 0 | 長野     | 4,126    | [ 12 ] |
| 2008年 | 9月7日   | 北信越1部 | 第14節    | 南長野   | 長野   | 1 - 0 | 松本     | 3,358    | [ 13 ] |
| 2009年 | 5月17日  | 北信越1部 | 第5節     | 南長野   | 長野   | 2 - 2 | 松本     | 1,990    | [ 14 ] |
| 2009年 | 7月12日  | 北信越1部 | 第12節    | 松本球   | 松本   | 1 - 1 | 長野     | 6,012    | [ 15 ] |
| 2010年は、松本がJFL、長野が北信越リーグ所属のため開催なし。 |          |           |           |          |        |       |          |          |        |
| 2011年 | 4月30日  | JFL       | 前期第8節 | 松本球   | 松本   | 2 - 1 | 長野     | 11,663   | [ 16 ] |
| 2011年 | 7月3日   | JFL       | 後期第1節 | 南長野   | 長野   | 1 - 1 | 松本     | 3,849    | [ 17 ] |
| 2012年 - 2013年は、松本がJ2、長野がJFL所属のため開催なし。 2014年、2016年 - 2018年および2020年 - 2021年は松本がJ2、長野がJ3所属のため開催なし。 2015年および2019年は松本がJ1、長野がJ3所属のため開催なし。 |          |           |           |          |        |       |          |          |        |
| 2022年 | 5月15日  | J3        | 第9節     | 長野U    | 長野   | 0 - 0 | 松本     | 13,244   | [ 5 ]  |
| 2022年 | 10月30日 | J3        | 第31節    | サンアル | 松本   | 2 - 1 | 長野     | 15,912   | [ 18 ] |
| 2023年 | 5月13日  | J3        | 第10節    | 長野U    | 長野   | 2 - 1 | 松本     | 12,458   | [ 19 ] |
| 2023年 | 10月15日 | J3        | 第31節    | サンアル | 松本   | 1 - 0 | 長野     | 12,457   | [ 20 ] |
| 2024年 | 6月29日  | J3        | 第19節    | サンアル | 松本   | 1 - 1 | 長野     | 14,411   | [ 21 ] |
| 2024年 | 10月5日  | J3        | 第31節    | 長野U    | 長野   | 1 - 1 | 松本     | 11,965   | [ 22 ] |
| 2025年 | 5月14日  | J3        | 第5節     | サンアル | 松本   | 2 - 2 | 長野     | 9,343    | [ 23 ] |
| 2025年 | 7月19日  | J3        | 第21節    | 長野U    | 長野   | 1 - 0 | 松本     | 10,677   | [ 24 ] |

### その他の公式戦
■松本山雅FC（2004年までは山雅サッカークラブ）：9勝4分4敗
■AC長野パルセイロ（2006年までは長野エルザサッカークラブ）：4勝4分9敗
| 年     | 開催日   | 試合概要                                            | 試合概要 | 会場     | ホーム | 得点               | アウェー | 入場者数 | 出典   |
| ------ | -------- | --------------------------------------------------- | -------- | -------- | ------ | ------------------ | -------- | -------- | ------ |
| 1997年 | -月-日   | 第2回長野県サッカー選手権大会（第77回天皇杯予選）   | 決勝     | -        | 山雅C  | 0 - 0 （PK 3 - 1） | 長野E    | ---      | [ 7 ]  |
| 2004年 | 8月7日   | 第9回長野県サッカー選手権大会（第84回天皇杯予選）   | 準決勝   | 松本球   | 山雅C  | 1 - 4              | 長野E    | ---      | [ 25 ] |
| 2005年 | 7月31日  | 第41回全国社会人サッカー選手権長野県大会            | 決勝     | 松本球   | 松本   | 1 - 5              | 長野E    | ---      | [ 26 ] |
| 2005年 | 8月6日   | 第10回長野県サッカー選手権大会（第85回天皇杯予選）  | 準決勝   | 松本球   | 松本   | 1 - 3              | 長野E    | ---      | [ 27 ] |
| 2006年 | 9月3日   | 第11回長野県サッカー選手権大会（第86回天皇杯予選）  | 決勝     | 松本球   | 松本   | 5 - 1              | 長野E    | 3,145    | [ 28 ] |
| 2007年 | 6月10日  | 第43回全国社会人サッカー選手権長野県大会            | 決勝     | 松本球   | 松本   | 1 - 0              | 長野     | ---      | [ 29 ] |
| 2008年 | 8月13日  | 第44回全国社会人サッカー選手権北信越大会            | 決勝     | 福井     | 長野   | 2 - 1              | 松本     | ---      | [ 30 ] |
| 2008年 | 8月31日  | 第13回長野県サッカー選手権大会（第88回天皇杯予選）  | 決勝     | 松本球   | 松本   | 2 - 1              | 長野     | ---      | [ 31 ] |
| 2009年 | 8月13日  | 第45回全国社会人サッカー選手権北信越大会            | 準決勝   | 新発田   | 松本   | 3 - 2              | 長野     | ---      | [ 32 ] |
| 2009年 | 8月30日  | 第14回長野県サッカー選手権大会（第89回天皇杯予選）  | 決勝     | 松本球   | 松本   | 1 - 0 (aet)        | 長野     | 4,263    | [ 33 ] |
| 2009年 | 10月20日 | 第45回全国社会人サッカー選手権大会                  | 準決勝   | 市原臨海 | 松本   | 3 - 1              | 長野     | 700      | [ 34 ] |
| 2010年 | 8月29日  | 第15回長野県サッカー選手権大会（第90回天皇杯予選）  | 決勝     | 松本球   | 松本   | 1 - 0              | 長野     | 6,523    | [ 35 ] |
| 2011年 | 8月28日  | 第16回長野県サッカー選手権大会（第91回天皇杯予選）  | 決勝     | 松本球   | 松本   | 1 - 1 （PK 9 - 8） | 長野     | 8,782    | [ 36 ] |
| 2022年 | 5月8日   | 第27回長野県サッカー選手権大会（第102回天皇杯予選） | 決勝     | サンアル | 長野   | 0 - 1              | 松本     | 8,072    | [ 37 ] |
| 2023年 | 5月7日   | 第28回長野県サッカー選手権大会（第103回天皇杯予選） | 決勝     | サンアル | 松本   | 1 - 1 （PK 4 - 5） | 長野     | 3,162    | [ 38 ] |
| 2024年 | 5月12日  | 第29回長野県サッカー選手権大会（第104回天皇杯予選） | 決勝     | サンアル | 松本   | 1 - 1 （PK 3 - 4） | 長野     | 5,022    | [ 39 ] |
| 2025年 | 5月11日  | 第30回長野県サッカー選手権大会（第105回天皇杯予選） | 決勝     | サンアル | 松本   | 1 - 0              | 長野     | 4,198    | [ 40 ] |

※PK戦は引き分け扱い。

### エキシビジョンマッチ
練習試合は除く。
| 年     | 開催日   | 試合概要                                                            | 会場   | ホーム | 得点  | アウェー | 入場者数 | 出典          |
| ------ | -------- | ------------------------------------------------------------------- | ------ | ------ | ----- | -------- | -------- | ------------- |
| 2012年 | 12月16日 | 土橋宏由樹引退試合（信州ダービーOB戦）                              | 南長野 | 長野   | 2 - 2 | 松本     | -        |               |
| 2016年 | 3月27日  | 2016Jリーグプレシーズンマッチ 南長野運動公園総合球技場竣工1周年記念 | 南長野 | 長野   | 1 - 2 | 松本     | 7,675    | [ 41 ]        |
| 2017年 | 8月6日   | 長野県サッカー協会 創立70周年記念試合                               | 松本球 | 松本   | 1 - 0 | 長野     | 6,646    | [ 42 ] [ 43 ] |